# Pralí
El pralí, brasilera o pralina en gra és una preparació gastronòmica a base d'ametlles o d'avellanes o les dues coses caramel·litzades i concassades en trossets. Serveix en pastisseria, en els gelats i a fabricar xocolates i altres confiteries anomenades pralines.